# 6927 Tonegawa
6927 Tonegawa eller 1994 TE1 är en asteroid i huvudbältet som upptäcktes den 2 oktober 1994 av de båda japanska astronomerna Kazuro Watanabe och Kin Endate vid Kitami-observatoriet. Den är uppkallad efter den japanske nobelpristagaren Susumu Tonegawa.
Asteroiden har en diameter på ungefär 6 kilometer.